# Quinaria
La quinaria era un'unità di misura della portata di un acquedotto utilizzata nell'antica Roma. Una quinaria corrisponde a circa 41,5 m³ in 24 ore, cioè a circa 0,48 litri al secondo.
Nella menzione della portata di un acquedotto gli antichi danno in genere due valori, la prima all'origine, la seconda all'arrivo a Roma del flusso di acqua preso in considerazione. Il divario tra le due cifre, con la seconda sempre inferiore alla prima, si giustifica con la progressiva diminuzione della portata durante il percorso a causa delle erogazioni intermedie, delle perdite e delle intercettazioni abusive.